# Pentaeritrit-tetranitrát
A pentaeritrit-tetranitrát (vagy más néven PETN, pentrit vagy nitropenta; INN: pentaerithrityl tetranitrate) egy robbanó salétromsavészter, amelyet széles körben használnak az iparban és katonai területen. Tiszta állapotban fehér, kristályos, viszonylag könnyen tárolható ugyanakkor ez az egyik legbrizánsabb használatban lévő robbanóanyag. Többnyire detonátorokban (szekunder töltet), plasztifikált robbanószerekben (pl.: Semtex), kis kaliberű lőszerekben és robbantó zsinórokban alkalmazzák. Továbbá ahogy a nitroglicerin, a nitropenta is hatékony értágító gyógyszer, amelyet bizonyos szívpanaszokra alkalmaznak (részletesebben lásd ott).

## A pentaeritrit-tetranitrát, mint gyógyszer
A belőle felszabaduló NO a cGMP képződés fokozása révén a vascularis simaizomban az intracelluláris kalciumszint csökkenését és következményes értágulatot idéz elő.
A nitrátszármazékokról általánosságban elmondható, hogy vasodilatativ hatásukat főképp a vénás oldalon fejtik ki, mérsékelve ezáltal a szívbe történő vénás visszaáramlást („preload”), illetve az intracardialis nyomást. Ezáltal csökken a szív munkája és oxigénfogyasztása. Nagyobb dózisok esetén artériás vasodilatatio, illetve artériás vérnyomáscsökkenés jelentkezik.

## A pentaeritrit-tetranitrát, mint robbanószer
Detonációsebessége 8400 m/s (1,7 g/cm³ sűrűség esetén). Előállítása két úton történhet pentaeritritből. Vagy kénsavval észterezik és második lépésben salétromsavval átészterezik, vagy tömény salétromsav és tömény kénsav elegyével (nitrálósav) közvetlenül képzik a salétromsav-észtert:
C(CH2OH)4 + 4 HNO3 → C(CH2ONO2)4 + 4 H2O
A teljesen savmentesített végtermék stabil, de ha savnyomok maradnak benne, instabillá válik. Ez esetben bomlása robbanásig is fajulhat.

## Története
A nitropentát elsőként Tollens és Wiegand állították elő pentaeritrit nitratálásával, 1891-ben. 1912-ben, miután szabadalmaztatták, Németországban megkezdték nagyüzemi gyártását.

## Külső hivatkozások
- Robbanóanyagok világa, 1. rész
- Robbanóanyagok világa, 2. rész
- Robbanóanyagok világa, 3. rész